# Valerie Saena Tuia
Valerie Saena Tuia ist eine Botanikerin aus Samoa. Sie war 15 Jahre lang Officer in Charge der Gendatenbank beim Centre for Pacific Crops and Trees des Secretariat of the Pacific Community. 2017 ging sie in den Ruhestand.

## Leben
Tuia erwarb abschlüsse als Bachelor of Landwirtschaft (Agriculture), erhielt ein Postgraduate Diploma in Agriculture und einen Master in Agriculture. In Samoa arbeitete sie als Senior Agricultural Officer und Principal Research Officer in der Zivilverwaltung. Dort arbeitete sie mit Landwirten um deren Sorten zu verbessern und größere Vielfalt zu schaffen. Später ging sie nach Fidschi, wo sie beim Centre for Pacific Crops and Trees des Secretariat of the Pacific Community als Officer in Charge für Genetische Ressourcen arbeitete.
In ihrer Amtszeit führte Tuia wissenschaftliche Forschungen zum Anbau von Taro (Colocasia esculenta) durch, begründete die weltweit größte Sammlung von Taro-Sorten und verwaltete die Genbibliothek (regions plant genebank). Die Taro-Sammlung wurde benutzt, um neue Variante von Taro zu verbreiten, die tolerant gegen die Blatt-Bleiche-Krankheit sind. Tuia arbeitete auch an einem System zur Verbreitung von Brotfrucht-Sorten, die kräftigere und größere Pflanzen hervorbringen, als diejenigen, welche mit konventionalen Methoden gezogen werden.
Nach ihrer Pensionierung kehrte Tuia nach Samoa zurück, wo sie einen Familienbetrieb führt.